# Жданая гора
Жданая гора — укреплённая гора в Переславском районе на юге Ярославской области на древнем речном пути из Новгорода во Владимир, место битвы 26 января 1135 года между ростово-суздальской дружиной Юрия Долгорукого и новгородской дружиной Всеволода Мстиславича в союзе с Изяславом Мстиславичем.

## География
Южная и юго-западная часть Переславского района сложена холмами Клинско-Дмитровской гряды.
В юго-западной части Переславского района, возле деревни Кузьминка расположена высокая Жданая гора на берегу реки Кубрь. Она не отделена от других гор, а включена в длинную цепь возвышенностей, идущих с юга на север и северо-восток. Узкими отрогами Жданая гора переходит в холмы, окружённые торфяными болотами в пойме реки Дубец при впадении её в реку Кубрь.
Склоны поднимаются под углом 15—20 градусов, у вершины под углом 45 градусов. Вокруг горы проходят два террасообразных кольца, обложенные валунами.
Жданая гора заросла сплошным лесом. Отсюда открывается вид на долину Кубры и посёлок Кубринск.
Жданая гора хорошо видна с высоты по дороге от села Голопёрова к деревне Кузьминке. Отличный вид на неё открывается от деревень Кошелёво и Романка.
На самой горе или рядом с нею до самого XVII века был городок с небольшой крепостью, который служил центром Жданогорского стана. Мимо него шла старинная сухопутная торговая дорога. Подробная опись Жданогорского стана сохранилась в писцовых книгах 1627—1629 и 1629—1630 годов. Ждан-городок существовал до «польского разорения» в Смутное время и сгорел вместе с Космодемьянским монастырём.
В 2021 году на данной территории запланировано проведение 18 Чемпионата России по рогейну бегом «Залесье 2021», посвященного 800-летию со дня рождения Великого князя Александра Невского.

## Сражение
26 января 1135 года у Жданой горы произошло сражение между новгородцами и суздальцами, выигранное суздальцами. Сражение стало одним из эпизодов войны между лишёнными наследства сыновьями Мстислава Великого и их дядьями, младшими сыновьями Владимира Мономаха.

## Археология
В 1926 году экспедиция Переславского музея под руководством М. И. Смирнова осмотрела Жданую гору. В августе 1957 года экспедиция Переславского музея изучила городище Жданой горы, а в 1960 году устроила раскопки.
В 1949 году Жданая гора принята под охрану государства как памятник истории и археологии.